# En flygtning krydser sit spor
En flygtning krydser sit spor er en norsk roman fra 1933 af Aksel Sandemose. Den såkaldte Jantelov formuleres i bogen, opkaldt efter den fiktive by Jante.
I 2000 udkom den norske film Flugten fra Jante, instrueret af Nils Gaup, baseret på bogen og En sømand går i land.